# Sterrhopterix
Sterrhopterix is een geslacht van vlinders van de familie van de zakjesdragers (Psychidae). De wetenschappelijke naam van dit geslacht is voor het eerst voorgesteld door Jacob Hübner in een publicatie uit 1825.

## Soorten
- S. fusca  (Haworth, 1809)
- S. sachalina (Matsumura, 1931)
- S. standfussi (Wocke, 1851)